# Barabus
 (mars 2009).
Si vous disposez d'ouvrages ou d'articles de référence ou si vous connaissez des sites web de qualité traitant du thème abordé ici, merci de compléter l'article en donnant les références utiles à sa vérifiabilité et en les liant à la section « Notes et références ».

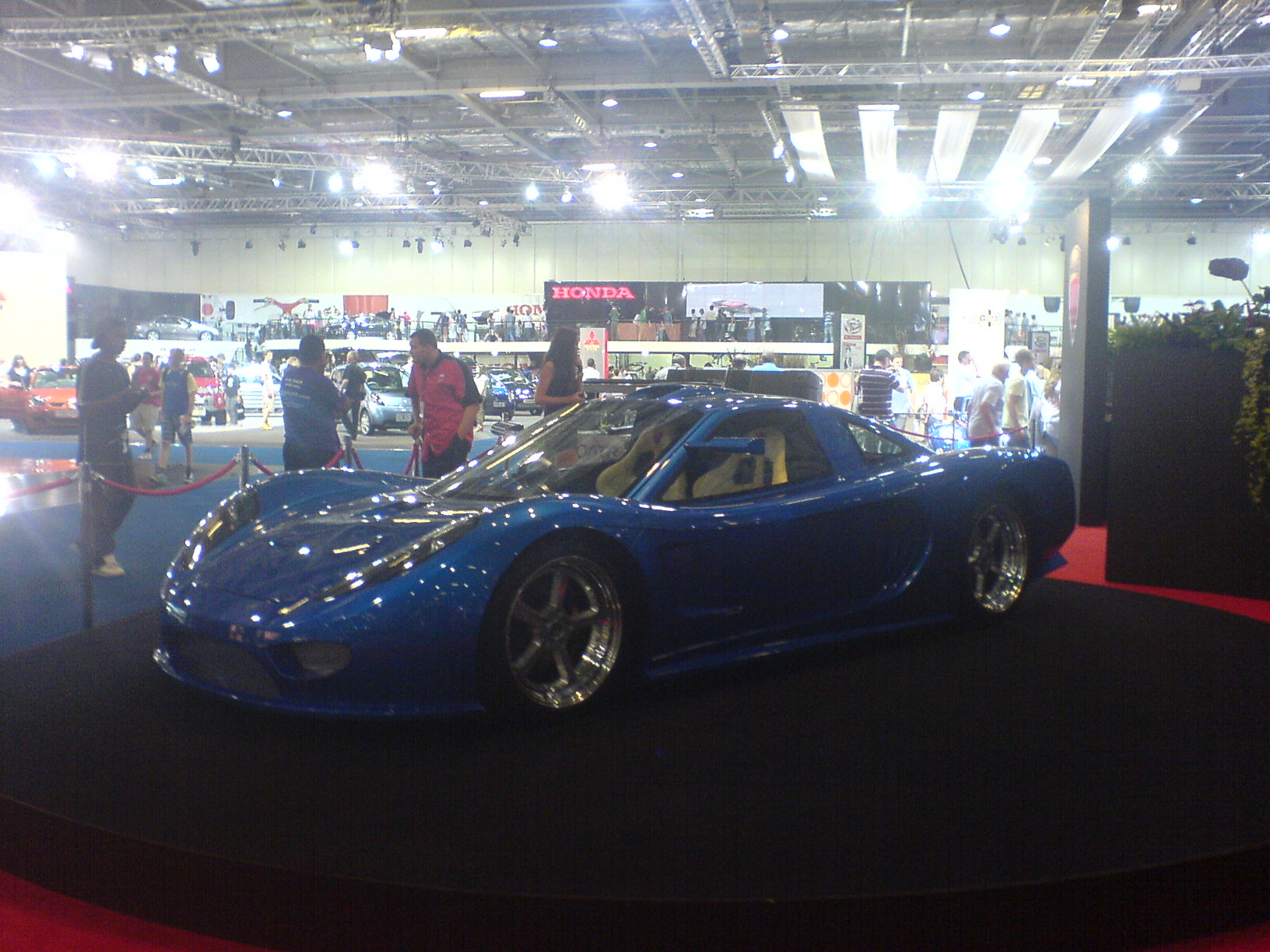
Barabus TKR sur un stand d'exposition (2006)

Barabus est un constructeur automobile britannique de voitures de sport basé à Manchester.

## Barabus TKR
Après une présentation au London Motor Show en 2006, l'unique modèle de la marque, la Barabus TKR, devait être produit en Italie.
D'après les annonces, qui n'ont jamais pu être vérifiées, son châssis entièrement en carbone et son moteur V8 de 6 litres twin-turbo d'origine Chevrolet poussé à 1 005 ch lui permettrait d'atteindre la vitesse maximale de 432 km/h et de passer de 0 à 100 km/h en 1,67 seconde, soit plus vite qu'une Formule 1.
La conception de ce supercar, dont la carrosserie ressemble beaucoup à une Saleen S7 de profil et à une Pagani Zonda de l'arrière, aurait nécessité dix ans d'études. Elle n'a jamais été commercialisée et le site internet du constructeur (dont le nom faisait penser au préparateur allemand Brabus), www.barabus.info, a disparu.